# Новосёлки (Кингисеппский район)
Новосёлки (фин. Novasolkka) — деревня в Опольевском сельском поселении Кингисеппского района Ленинградской области.

## История
Впервые упоминается в Писцовой книге Водской пятины 1500 года как сельцо Новое в Егорьевском Ратчинском погосте Ямского уезда.
На карте Ингерманландии А. И. Бергенгейма, составленной по шведским материалам 1676 года, она обозначена как деревня Novaselka и рядом с ней церковь.
На шведской «Генеральной карте провинции Ингерманландии» 1704 года — как деревня Novasolka bÿ, а при ней церковь и пасторат.
Как деревня и церковь Новасолка она обозначается на «Географическом чертеже Ижорской земли» Адриана Шонбека 1705 года.
Как деревня Новоселка упомянута на карте Ингерманландии А. Ростовцева 1727 года.
Как деревня Новоселок упоминается на карте Санкт-Петербургской губернии Я. Ф. Шмидта 1770 года.
Деревня Новосёлки, состоящая из 22 крестьянских дворов, обозначена на карте Санкт-Петербургской губернии Ф. Ф. Шуберта 1834 года, рядом с деревней обозначена Кирка.

НОВОСЁЛКИ — деревня принадлежит графам Шуваловым, число жителей по ревизии: 51 м. п., 69 ж. п. (1838 год)

В пояснительном тексте к этнографической карте Санкт-Петербургской губернии П. И. Кёппена 1849 года она записана как деревня Nowassolka (Новоселки) и указано количество её жителей на 1848 год: савакотов — 26 м. п., 27 ж. п., всего 53 человека, русских — 63 человека.
Деревня Новосёлки обозначена на карте профессора С. С. Куторги 1852 года.

НОВОСЁЛКИ — деревня гвардии ротмистра Штакельберга, 10 вёрст по почтовой, а остальное по просёлкам, число дворов — 25, число душ — 48 м. п. (1856 год)

НОВОСЁЛКИ — деревня, число жителей по X-ой ревизии 1857 года: 42 м. п., 50 ж. п., всего 92 чел.

- Деревня Новосёлки на карте 1860 года

Согласно «Топографической карте частей Санкт-Петербургской и Выборгской губерний» 1860 года к востоку от деревни находилась лютеранская церковь, центр прихода Новасолкка.

НОВОСЁЛКИ — деревня владельческая при колодцах, число дворов — 17, число жителей: 43 м. п., 52 ж. п.; Церковь лютеранская. (1862 год)

НОВОСЁЛКИ — деревня, по земской переписи 1882 года: семей — 19, в них 43 м. п., 52 ж. п., всего 95 чел.

Сборник Центрального статистического комитета описывал деревню так:

НОВОСЕЛКА — деревня бывшая владельческая, дворов — 18, жителей — 92. Церковь лютеранская, водяная мельница. (1885 год)

По земской переписи 1899 года:

НОВОСЁЛКИ — деревня, число хозяйств — 18, число жителей: 46 м. п., 44 ж. п., всего 90 чел.;
 разряд крестьян: бывшие владельческие; народность: русская — 21 чел., финская — 41 чел., эстонская — 22 чел., смешанная — 6 чел

В конце XIX — начале XX века деревня административно относилась к Ополицкой волости 1-го стана Ямбургского уезда Санкт-Петербургской губернии. Население деревни было смешанным — финско-эстонско-русским.
Согласно данным переписи населения СССР 1926 года в деревне Новосёлки Ополицкого сельсовета Ястебинской волости Кингисеппского уезда проживали 80 человек, большинство финны, а также русские и эстонцы.
- План деревни Новосёлки. 1930 год

Согласно топографической карте 1930 года деревня насчитывала 31 двор, к востоку от деревни находилась кирха.
По данным 1933 года деревня Новосёлки входила в состав Алексеевского сельсовета Кингисеппского района.
По данным 1966, 1973 и 1990 годов деревня Новосёлки находилась в составе Опольевского сельсовета Кингисеппского района.
В 1997 году в деревне Новосёлки проживали 10 человек, в 2002 году — 7 человек (русские — 86 %), в 2007 году — 11.

## Лютеранский приход
Приход Новасолкка с центром в деревне Новосёлки был образован в 1670 году в период шведского правления в Ингерманландии.
Первая приходская церковь была построена в 1703 году.
Новая деревянная кирха на 150 мест была построена в 1759 году и приписана к Молосковицкому приходу.
В 1834 году был образован объединённый приход Каттила-Сойккола-Новасолкка.
В 1904 году кроме финнов-ингерманландцев в приходе состояло около трёхсот эстонцев и тридцати немцев.
В начале XX века из-за бедности прихода и больших расстояний между тремя церквями прихода должность пастора в объединённом приходе часто оставалась вакантной.
Прихожане жили в основном в смешанных финско-русских деревнях и были двуязычны. Приход входил в Западно-Ингерманландское пробство.
В 1919 году приходы Каттила, Сойккола и Новасолкка вновь стали самостоятельными, а этническое эстонское население прихода Новасолкка присоединилось к Молосковицкой эстонской церкви. В 1919 году в приходе Новасолкка числилось 700 человек.
В 1935 году богослужения в кирхе прихода Новасолкка прекратились, так как священникам официально было запрещено находиться в пограничной зоне. В 1937 году кирха была окончательно закрыта. В полуразрушенном виде она существовала во время войны, а о её судьбе в послевоенное время сведений не сохранилось.

## География
Деревня расположена в восточной части района близ автодороги А180 (E 20) (Санкт-Петербург — Ивангород — граница с Эстонией) «Нарва».
Расстояние до административного центра поселения — 2 км.
Расстояние до ближайшей железнодорожной станции Кёрстово — 2 км.

## Демография
| 1838 | 1848 | 1857 | 1862 | 1882 | 1885 | 1899 |
| ---- | ---- | ---- | ---- | ---- | ---- | ---- |
| 120  | ↘116 | ↘92  | ↗95  | →95  | ↘92  | ↘90  |
| 1997 | 2007 | 2010 | 2017 |      |      |      |
| ↘10  | ↗11  | ↘8   | ↗10  |      |      |      |

### Национальный состав
Согласно данным Всероссийской переписи населения 2021 года в деревне проживали 16 человек, все русские.

## Фото
- Кирха в деревне Новосёлки. 1911 год

## Улицы
Малая, Сенная.